# Dan Frazer
Dan Frazer (New York, 20 november 1921 – 16 december 2011), geboren als Daniel Thomas Frazer, was een Amerikaans acteur.

## Biografie
Frazer groeide op in een gezin van tien kinderen in Hell's Kitchen.
Hij begon met acteren in het theater. Hij maakte in 1946 zijn debuut op Broadway in het toneelstuk Christopher Blake. Hierna stond hij nog viermaal op Broadway: in 1958 in het toneelstuk Who Was That Lady I Saw You With?, in 1958 in het toneelstuk Once More, With Feeling, in 1959 in het toneelstuk Goodbye, Charlie en in 1981 in het toneelstuk Animals.
Frazer begon in 1950 met acteren voor televisie in de televisieserie Studio One. Hierna speelde hij rollen in televisieseries en films zoals Take the Money and Run (1969), Bananas (1971), Kojak (1973-1978), As the World Turns (1986-1996), Flodder in Amerika! (1992), Deconstructing Harry (1997) en Law & Order (1997).
Frazer was getrouwd en had een dochter. Zijn vrouw overleed in 1999 en hijzelf op 16 december 2011 aan de gevolgen van een hartstilstand in zijn woonplaats New York.

## Filmografie[3]

### Films
- 2010 - The Pack – als Sol Epstein
- 2006 - Fireflies – als Jack
- 2004 - The Kings of Brooklyn – als Leo
- 2000 - Happy Accidents – als Tom Deed
- 1997 - Deconstructing Harry – als vader van Janet
- 1992 - Flodder in Amerika! – als president
- 1991 - Saying Kaddish – als oom Manny
- 1985 - Kojak: The Belarus File – als kapitein Frank McNeil
- 1984 - A Good Sport – als Byron Carter
- 1975 - Breakout – als agent
- 1974 - The Super Cops – als Krasna
- 1973 - Cleopatra Jones – als Crawford
- 1973 - The Connection – als Verplanck
- 1973 - Call to Danger – als Reynolds
- 1972 - The Stoolie – als sergeant Alex Brogan
- 1972 - Fuzz – als luitenant Byrnes
- 1971 - Bananas – als priester
- 1970 - …tick… tick… tick… – als Ira Jackson
- 1969 - Take the Money and Run – als Julius Epstein
- 1967 - Counterpoint – als Chaminant
- 1966 - Lord Love a Duck – als eerlijke Joe
- 1963 - Lilies of the Field – als pastoor Murphy

### Televisieseries
Uitgezonderd eenmalige gastrollen.
- 1997 - Law & Order – als rechter Barry McLellan – 2 afl.
- 1986-1996 - As the World Turns – als luitenant McCloskey
- 1973-1978 - Kojak – als kapitein Frank McNeil – 117 afl.
- 1967 - The Invaders – als verslaggever – 2 afl.

- Bibliothèque nationale de France: cb171492585 (data)
- Gemeinsame Normdatei: 1061319563
- International Standard Name Identifier: 0000 0000 5501 0741
- Library of Congress Control Number: no2009020702
- Virtual International Authority File: 78945654
- WorldCat: E39PBJxmH6cKh3wfVDmv9r6dwC